# 유라쿠초 센터빌딩

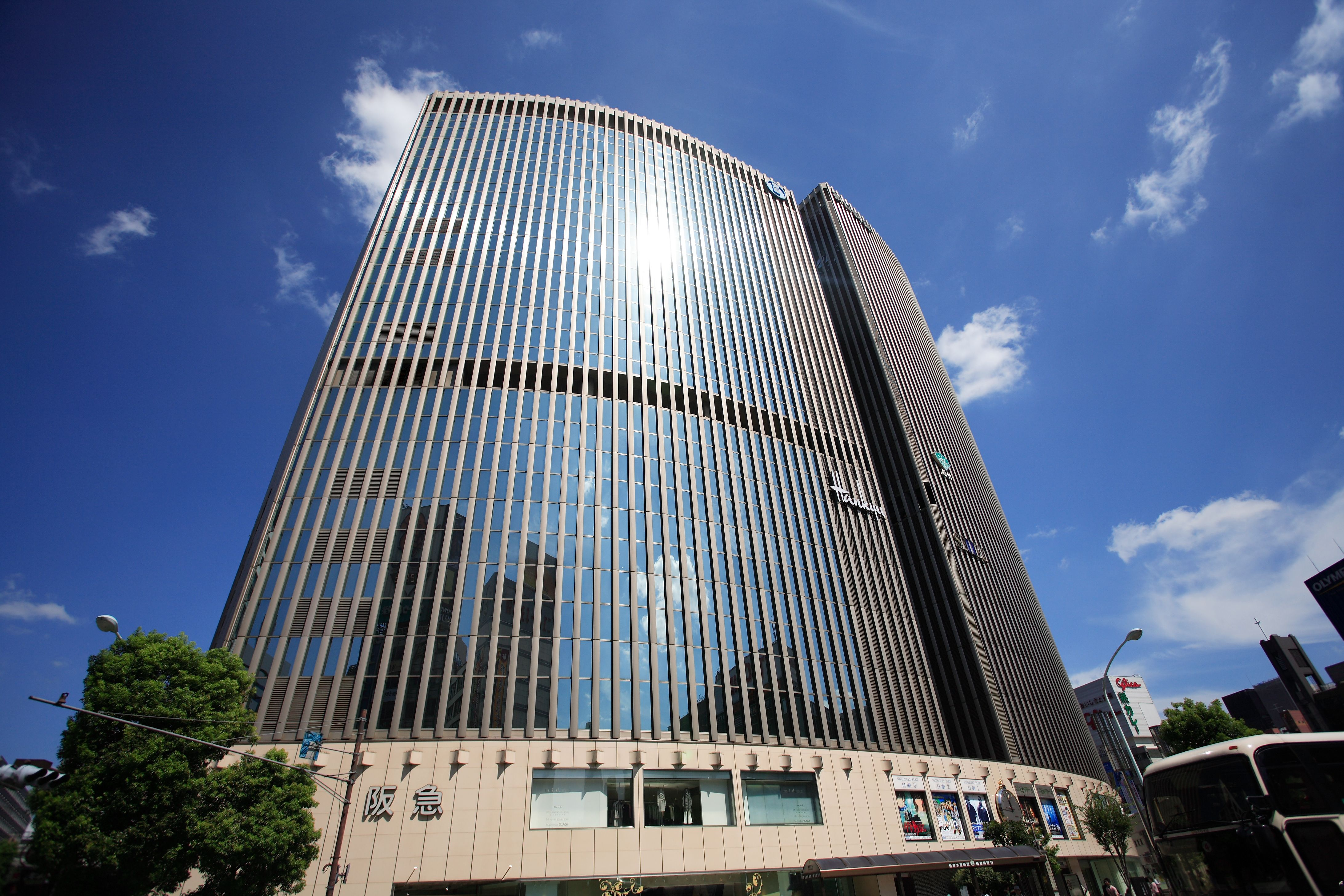
유라쿠초 센터빌딩

유라쿠초 센터빌딩은 일본 도쿄도 지요다구에 있는 건물 가운데 하나이다. 흔히 유라쿠초 마리온이라는 이름으로 잘 불린다. 2개의 백화점과, 5개의 영화관, 아사히 신문사, 은행 등이 들어서 있다. 지상 7층까지는 공용 통로를 사이에 두고 두 백화점이 서로 마주보고 있으며, 5개의 영화관과 홀은 9층에 있다.